# Цей ідеальний день
«Цей ідеальний день» (англ. This Perfect Day) — науково-фантастичний роман, антиутопія 1970 року, американського письменника Айри Левіна. 1992 року Айра Левін отримав за цей роман премію «Прометей».
У книзі йдеться про молодого чоловіка на прізвисько Чіп, який живе в на перший погляд утопічному суспільстві. Всі в ньому рівні та щасливі, проте життя цілком підпорядковане комп'ютеру. Під впливом свого діда Чіп стає одним з «невиліковних», яким немає місця в такому суспільстві, і приєднується до групи однодумців аби знищити комп'ютер.

## Сюжет

### Світ роману
Роман описує суспільство, в якому переможені страх, ненависть, агресія, насильство, заздрість, егоїзм та інші людські вади. Всі його члени щасливі і живуть заради суспільства, а не задля себе. Громадяни називають своє товариство «Родина», в ньому існує єдина змішана раса та єдина мова. Індивідуальність, як прагнення виділитися із загальної маси суспільства, засуджується і вважається хворобою. Є лише чотири особистих імені для чоловіків (Боб, Ісус, Карл і Лі) і чотири для жінок (Анна, Марія, Піс і Інь). Замість прізвищ люди розрізняються за допомогою дев'ятизначного буквено-цифрового коду. Всі члени «Родини» проходять «лікування» від індивідуальності, вони рівні, однаково одягаються і споживають однаковий раціон. В суспільстві постійно йдуть медичні та генетичні дослідження з метою універсалізації членів «Родини» та створення абсолютно однакових людей. У чоловіків більше не росте волосся на обличчі, проте індивідуальні риси зовнішності ще помітно виражені.
Людство здатне керувати рухом тектонічних плит і погодою. Збудовано поселення на Марсі, Венері та Місяці; форпости на супутнику Сатурна Титані та на Меркурії; почалися дослідження міжзоряного космосу.
Управляється «Родина» за допомогою комп'ютера «Унікомп». Комп'ютер приймає всі ключові рішення в житті людей: вказує кожному членові Родини його майбутню професію, місце роботи, призначає додаткове лікування «хворим» членам, видає дозвіл на отримання тих чи інших речей в магазинах і навіть вказує які одружені пари будуть мати дітей, а які ні. Кожна людина носить браслет, який взаємодіє з точками доступу до «Унікомпа». Через них «Унікомп» повідомляє куди дозволено ходити та що дозволено робити. Приблизно у віці 62 років кожна людина піддається гуманній евтаназії за допомогою передозування ліків. Відхилення часу смерті на рік раніше чи пізніше сприяє враженню, що вона настає природно.
Під землею мешкають «програмісти», яким дозволено жити довше. Вони живуть в розкоші та поповнюють свої лави відбором найздібніших людей із поверхні. Незгідні з чинним ладом вирушають до «заповідників» на островах. Усупереч назві, «програмісти» не керують «Унікомпом», оскільки його творець Вей Лі Чун зберігає цей привілей суто за собою. Він живе вже багато поколінь, пересаджуючи свою голову на молоді тіла. Натомість «програмісти» займаються адміністративною роботою.

### Дія
Лі RM35M4419, якого його дідусь Ян назвав «Чіп» через генетичну ваду має очі різного кольору. Ян навчає Чіпа уявляти яким могло би бути його життя без вказівок «Унікомпа». Наставник Чіпа каже йому, що «вирішувати» і «вибирати» є проявами егоїзму, і хлопець намагається забути свої мрії.
Коли Чіп виростає і починає кар'єру, він стає добропорядним громадянином, але вчиняє незначні підривні дії, такі як закупівля художніх матеріалів для іншого члена «Родини», якому в них було відмовлено. Його випадкові дивацтва привертають увагу таємної групи нонконформістів, таких як Чіп. Там він зустрічає Кінга, керівника Медичного центру, який шукає нових кандидатів для прийому до групи. Також там є красива дівчина Кінга Лілак, вольова і допитлива жінка з надзвичайно темною шкірою; і Сніжинка, рідкісна альбіноска. Вони вчать Чіпа як скоротити прийом ліків, щоб відчувати більше і сильніших емоцій. Чіп починає роман зі Сніжинкою, але його дуже приваблює Лілак.
Чіп і Лілак шукають старі карти і незабаром виявляють, що багато островів зникли з карт. Вони припускають, що на ті острови втекли «невиліковні» члени «Родини». Кінг каже їм, що ця ідея нісенітниця, але незабаром Чіп дізнається, що Кінг уже спілкувався з деякими «невиліковними», про існування яких решта «Родини» не здогадується. Перш ніж він встигає розповісти це Лілак, його радник виявляє обман Чіпа. Його та всіх інших членів групи схоплюють і примусово «лікують», за винятком Кінга, який покінчив життя самогубством.
Через кілька років регулярне лікування Чіпа затримується через землетрус. Він згадує Лілак і острови, розшукує дівчину та викрадає її. Спочатку вона бореться з ним, але без отримання ліків теж пригадує як обоє були серед нонконформістів. Знайшовши на пляжі покинутий човен, вони прямують до найближчого острова «невиліковних» — Майорки. Там вони дізнаються, що «Унікомп» зумисне лишив човен, щоб утікачі потрапили на острів, як він робив це і з іншими «невиліковними». Почавши життя на Майорці серед інших утікачів, Чіп і Лілак зрештою одружуються і народжують спільну дитину.
Чіп задумує знищити «Унікомп», підірвавши його систему охолодження. Він вербує інших «невиліковних» і вони пробираються на материк. Коли вони досягають «Унікомпа», один із «невиліковних», таємний агент програмістів, зраджує своїх партнерів і, погрожуючи зброєю, веде решту групи до таємного розкішного підземного міста, де їх зустрічає Вей. Вей та інші «програмісти», які живуть під «Унікомпом», організовують випробування, щоб найсміливіші та найвинахідливіші «невиліковні» могли стати новими «програмістами».
Ставши одним із «програмістів», Чіп вирішує завоювати довіру Вея. Для цього він погоджується замінити своє зелене ока на каре. Через дев'ять місяців прибуває нова група «невиліковних», і Чіп після вітальної вечірки має намір скористатися вибухівкою, принесеною новачками, щоб підірвати головний комп'ютер. Він бореться проти Вея і застрелює його. Перед смертю Вей розкриває свій справжній мотив створення антиутопії: відчувати задоволення від контролю над усім. Чіп здогадувався, що саме жага влади, а не альтруїзм спонукала Вея до створення «Унікомпа» й «Родини». Чіпу вдається підірвати комп'ютер. Він прямує з міста на поверхню, дорогою переказуючи розлюченому «програмісту» останні слова Вея.
Узявши гелікоптер, Чіп повертається на Майорку, де на нього чекають дружина, син, друзі й однодумці. Оскільки «Унікомп» знищений, дощ уперше йде не за розкладом.

## Відгуки
Черрі Вайлдер, обговорюючи «Цей чудовий день» заявив, що в романі «ідеологія „утопії“ слабка, але якість тексту і рівень винаходу є високими». Девід Прінгл надав «Цьому чудовому дню» дві зірки з чотирьох, і описав книгу як «гладко-письмовий звіт про чудовий новий світ Гакслі, в якому бракує оригінальності, але разом написано дуже професійно».